# Поліедр
Поліедром називається об'єднання многогранників. Не обов'язково однакової розмірності.
Розбиття поліедра на симплекси називається симпліційним комплексом.
Поняття поліедра використовується в теорії симпліційних гомологій.
Іноді поліедром називають звичайний многогранник.